# Aleksandr Soevorov

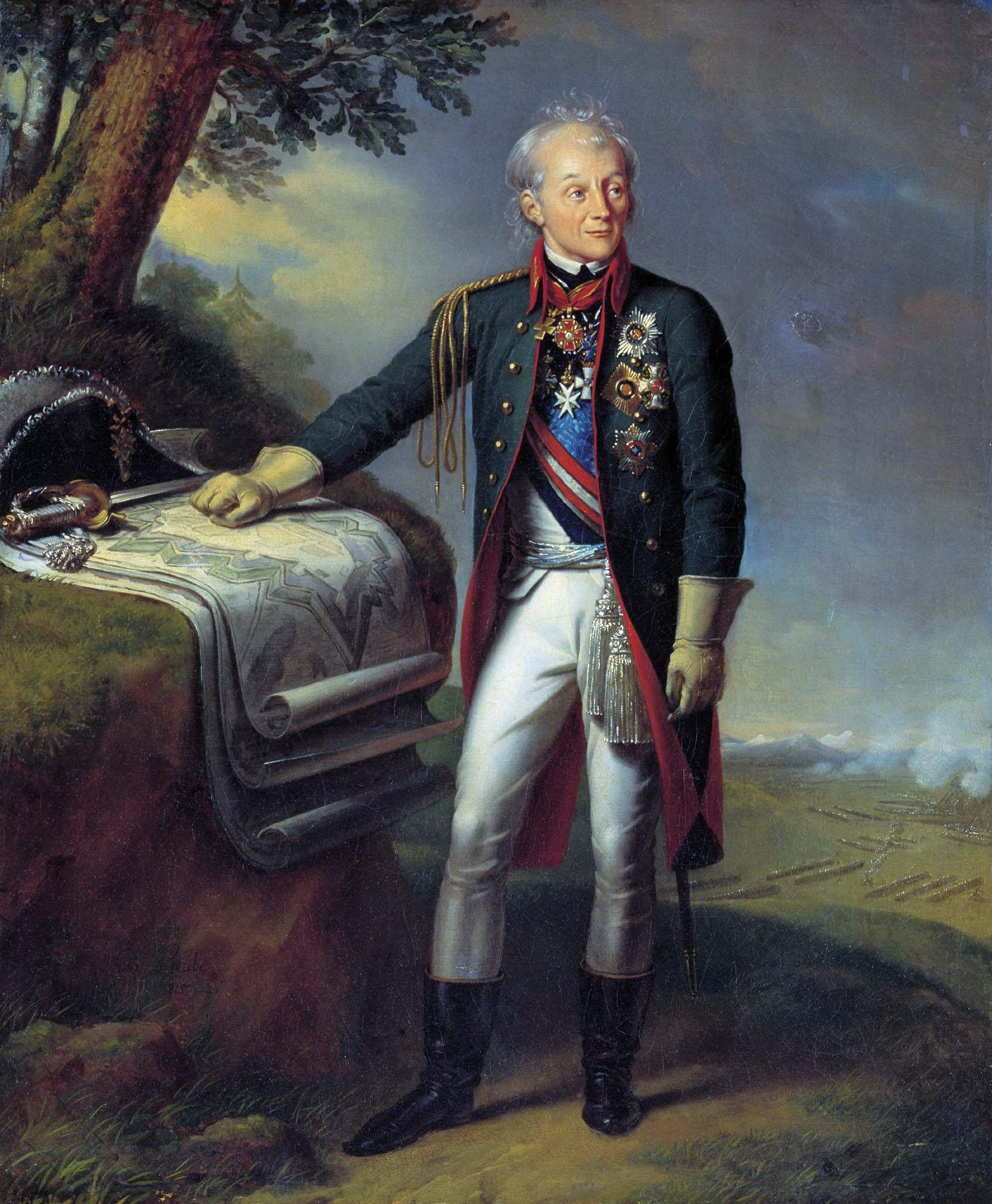
Aleksandr Vasiljevitsj Soevorov

Aleksandr Vasiljevitsj Soevorov, prins van Italië, graaf van het Heilige Roomse Rijk (Russisch: Алекса́ндр Васи́льевич Суво́ров) (Moskou, 24 november 1729 - Sint-Petersburg, 18 mei 1800) was een Russisch generaal, die in Rusland beroemdheid vergaarde omdat hij nooit een veldslag verloor.

## Vroege carrière
Soevorov werd in Moskou geboren in een adellijke familie die oorspronkelijk uit Novgorod kwam. Op jonge leeftijd ging hij het leger in, en streed tegen Zweden in Finland, en tegen Pruisen tijdens de Zevenjarige Oorlog van 1756 tot 1763. Vanwege zijn verrichtingen in de strijd werd hij in 1762 tot kolonel bevorderd.

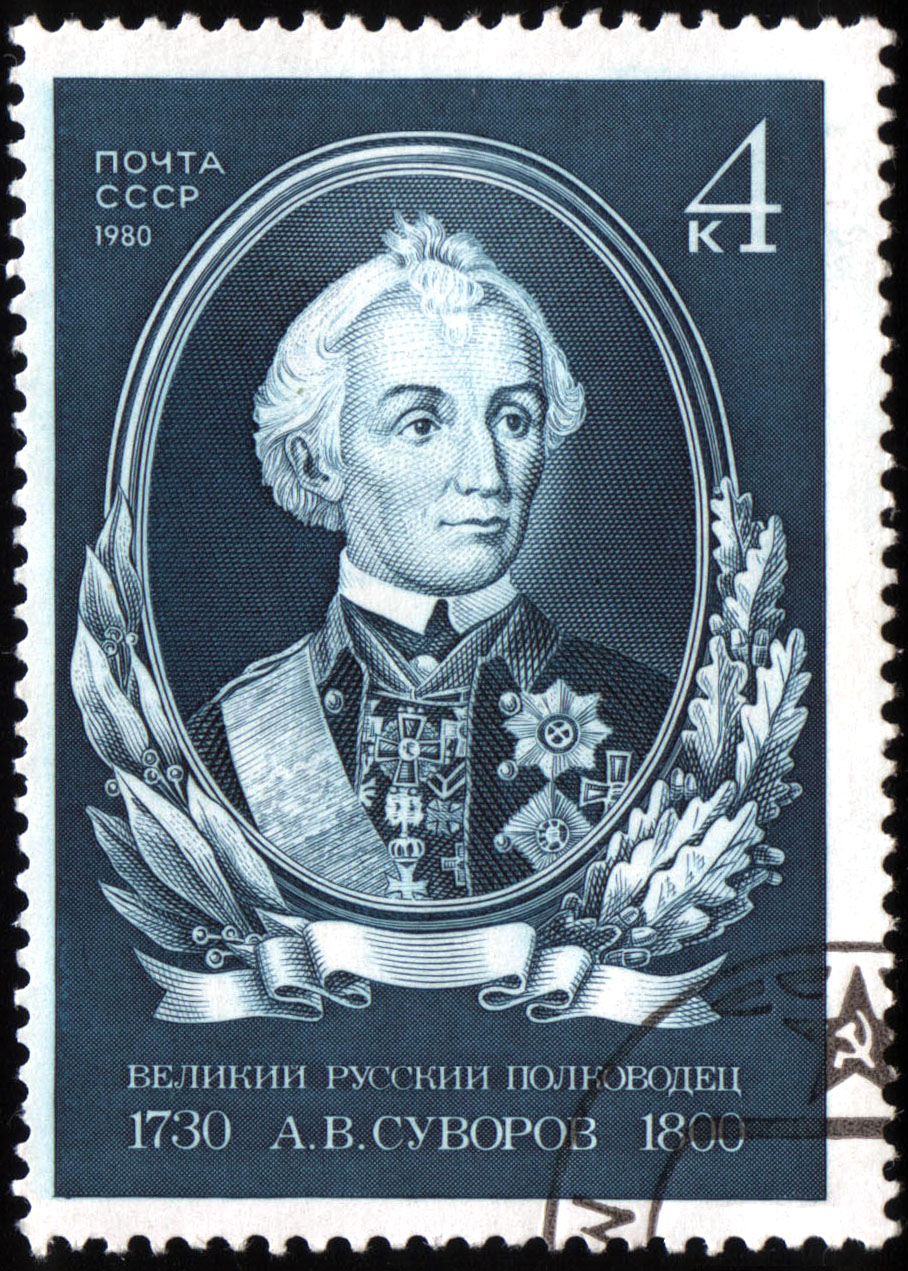
Postzegel van de Sovjet-Unie, Aleksandr Soevorov, 1980 (Michel 5009, Scott 4878)

Daarna diende Soevorov in Polen, waarbij hij in 1768 Krakau bestormde. Na zijn bevordering tot generaal-majoor diende Soevorov in de Russisch-Turkse oorlog van 1768 tot 1774. In 1775 werd Soevorov belast met het onderdrukken van de Poegatsjov-opstand, maar hij kwam te laat: generaal Pjotr Panin had Poegatsjov al gevangengenomen, en Soevorov bracht Poegatsjov naar Moskou om hem te laten berechten.

## Hoogtepunt
Van 1777 tot 1783 diende Soevorov in de Krim en in de Kaukasus. Hij werd bevorderd tot luitenant-generaal in 1780, en generaal van de infanterie in 1783. In de Russisch-Turkse oorlog van 1787 tot 1792 behaalde Soevorov verschillende belangrijke overwinningen; hij was betrokken bij de inname van Otsjakiv in 1788, en de slagen bij Focşani en de rivier Rimnik. Voor deze laatste overwinning, waar Soevorov de leiding had over het geallieerde Russisch/Oostenrijks leger, kreeg hij van Catharina de Grote de titel graaf van Rimnik. Keizer Jozef II gaf hem eveneens de titel van rijksgraaf.
Soevorov had de leiding bij de inname van het onneembaar geachte Turkse fort Izmail in Bessarabië in 1790. Deze zege inspireerde de dichter Gavrila Derzjavin tot het schrijven van het lied Гром победы, раздавайся! (vrije vertaling: Laat het geluid van de overwinning klinken!), dat rond 1800 als officieus volkslied van Rusland gold. Direct na de ondertekening van het verdrag van Jassy, dat een einde maakte aan de oorlog met het Ottomaanse Rijk, werd Soevorov belast met de campagne in Polen. In 1794 wist Soevorov de Poolse leider Tadeusz Kościuszko gevangen te nemen, en kon hij Warschau op 4 november 1794 innemen. De slachting van 20.000 inwoners van de buitenwijk Praga zorgde voor het definitieve einde van de Poolse opstand. Soevorov stuurde een bericht naar Catharina met als inhoud Hoera vanuit Warschau. Soevorov en kreeg als antwoord Gefeliciteerd veldmaarschalk. Catharina. In 1795 keerde Soevorov terug naar Sint-Petersburg.

## Neergang en dood

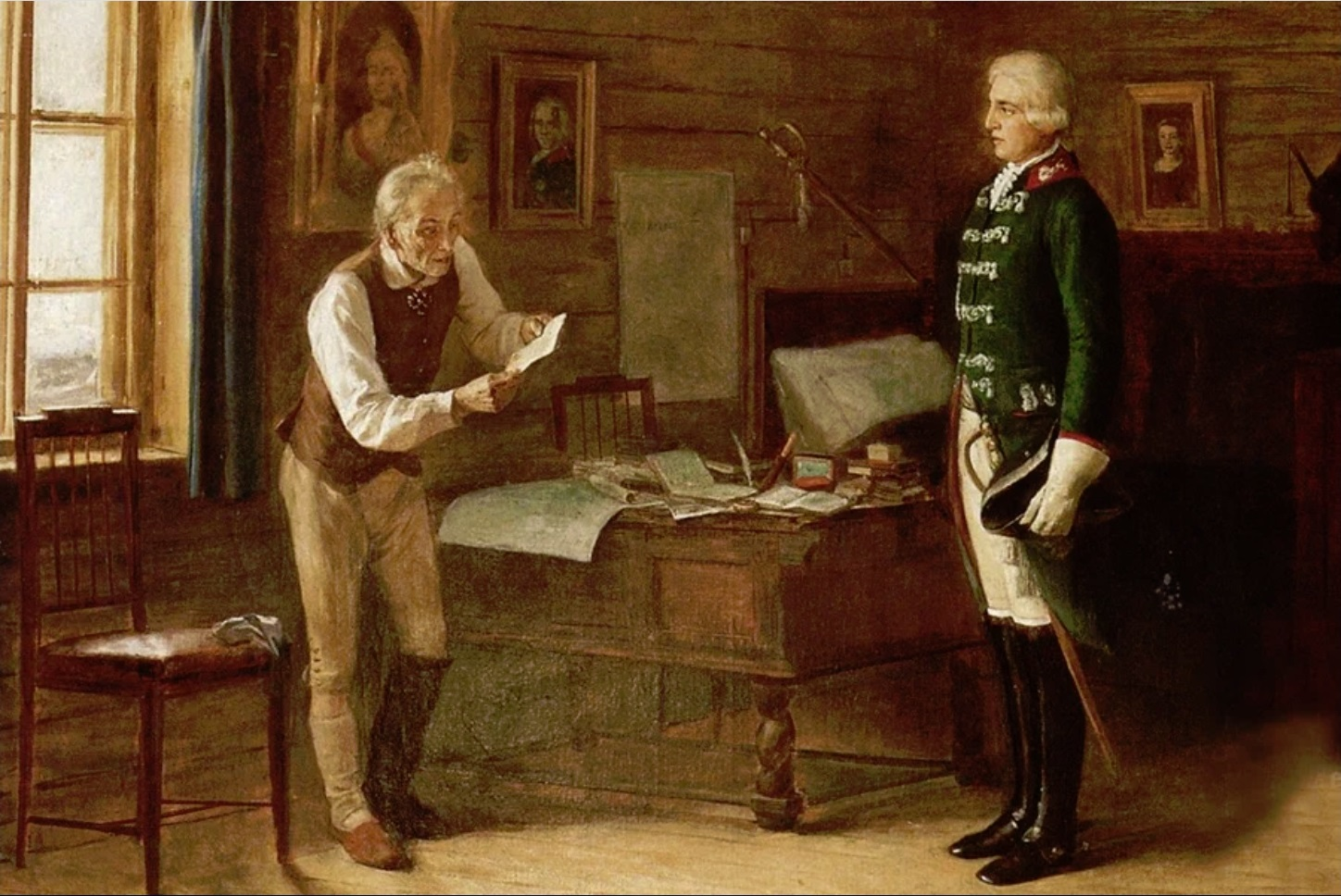
Soevorov, in ballingschap, ontvangt zijn orders om het Russische leger te leiden tegen Napoleon. Schilderij van Peter Geller.

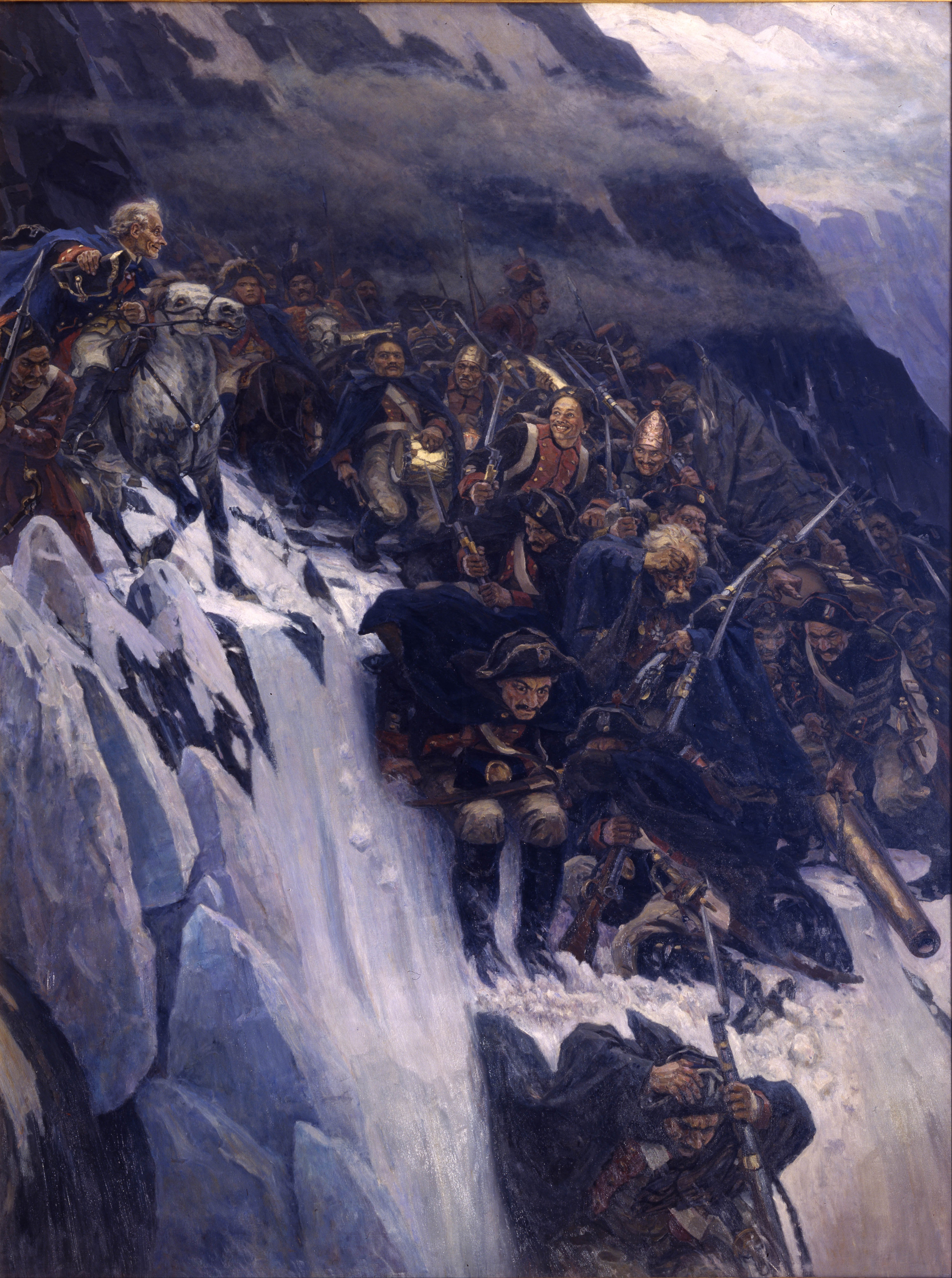
Soevorov steekt de Alpen over. Schilderij van Vasili Soerikov.

In 1796 overleed Catharina de Grote. De nieuwe tsaar, Paul I, had een grote hekel aan iedereen die met zijn moeder een goede band had, en Soevorov raakte in ongenade. Soevorov werd verbannen naar zijn landgoed Kontsjanskoje bij Novgorod. Daarvandaan had hij veel kritiek op de militaire tactieken van de nieuwe tsaar, zodat hij onder toezicht werd gesteld.
In 1799 kreeg hij echter de opdracht om de leiding te nemen over het Russische leger dat in Italië vocht tegen de Fransen. In eerste instantie verliep de campagne voorspoedig met overwinningen in Trebbia en Novi. De Fransen hadden alleen nog maar een bruggenhoofd in de Alpen en rond Genua. De koning van Sardinië gaf Soevorov de titel van prins van het huis Savoye. Later dat jaar werd de achterhoede van het Russische leger onder generaal Aleksandr Rimski-Korsakov verslagen door André Masséna bij Zürich. Soevorov, in het nauw omdat de Oostenrijkers hem verraden hadden, moest met zijn leger de Alpen oversteken om zich in Vorarlberg te kunnen hergroeperen. Voor dit sinds Hannibal ongehoorde staaltje tactiek kreeg Soevorov de nog nooit eerder toegekende rang generalissimo.
In 1800 keerde Soevorov terug naar Sint-Petersburg. In plaats van een onthaal als held, weigerde Paul I hem te ontvangen. Teleurgesteld overleed Soevorov een paar dagen later. Bij zijn begrafenis in het Alexander Nevski-klooster in Sint-Petersburg waren van de notabelen alleen de Engelse ambassadeur en de dichter Gavrila Derzjavin aanwezig. Een jaar na zijn dood richtte de nieuwe tsaar Alexander I een standbeeld voor hem op op het Marsveld in Sint-Petersburg.

## Nalatenschap
Soevorov is voor Russen de grootste generaal aller tijden, die alleen naar de kroon wordt gestoken door veldmaarschalk Michail Koetoezov, die Rusland redde van de Franse inval door Napoleon Bonaparte. Een andere belangrijke generaal die zijn opleiding volgde bij Soevorov, was prins Pjotr Bagration, die ook een belangrijke rol speelde in de oorlog tegen Napoleon.
In 1942 stelde de Sovjet-Unie de orde van Soevorov in voor succesvolle offensieve acties tegen een grote overmacht.
Er zijn verschillende musea (in ieder geval gedeeltelijk) aan Soevorov gewijd.